# Bassirou Diomaye Faye
Bassirou Diomaye Faye (sinh ngày 25 tháng 3 năm 1980) là chính trị gia người Sénégal, ông khởi nghiệp bằng công việc thanh tra thuế từ đầu năm 2000, sau đó ông tham dự đảng PASTEF từ đầu năm 2014 và được bầu làm tổng thư ký vào năm 2021 cho đến khi bị giải thể vào tháng 7 năm 2023. Ông sẽ là Tổng thống thứ năm của quốc gia này từ năm 2024. Về mặt tư tưởng, Faye là một người theo chủ nghĩa liên Phi cánh tả.